# 新亚历山德里夫卡 (斯卡多夫斯克区)
新亚历山德里夫卡（烏克蘭語：Новоолександрівка），是烏克蘭南部赫爾松州斯卡多夫斯克區卡兰恰克市镇内的村落。始建於1922年，面積57.2平方公里，海拔高度8米，2001年人口1,340，人口密度每平方公里23人。